# Matthew Morison
Matthew Morison (Oshawa, 9 de abril de 1987) es un deportista canadiense que compitió en snowboard. Ganó una medalla de bronce en el Campeonato Mundial de Snowboard de 2009, en la prueba de eslalon gigante paralelo.

## Medallero internacional
| Campeonato Mundial | Campeonato Mundial         | Campeonato Mundial | Campeonato Mundial       |
| Año                | Lugar                      | Medalla            | Competición              |
| ------------------ | -------------------------- | ------------------ | ------------------------ |
| 2009               | Hoengseong (Corea del Sur) | Medalla de bronce  | Eslalon gigante paralelo |